# Hamngatspalatset

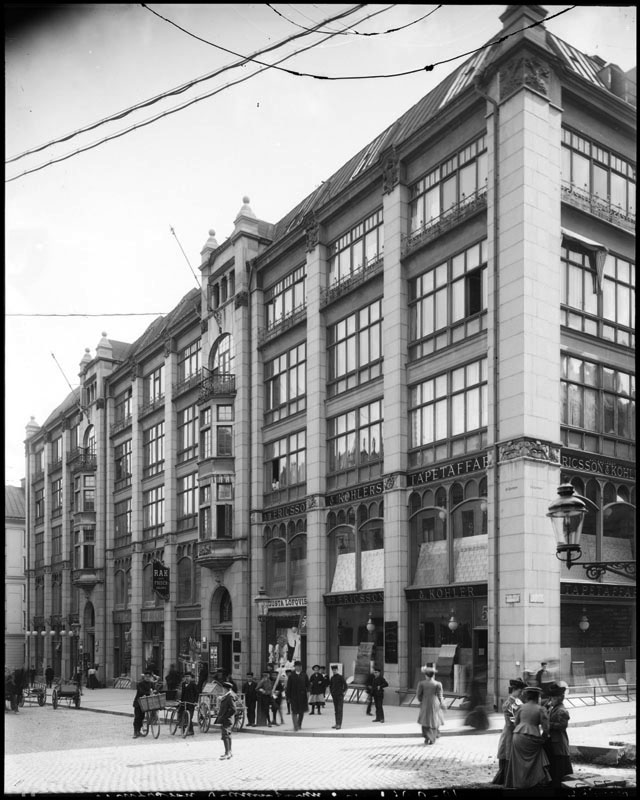
Hamngatspalatset från väster, 1906–1909.

Hamngatspalatset var ett varuhus som inhyste olika affärer och låg på Hamngatan i Stockholm mellan Regeringsgatan och Västra Trädgårdsgatan. Det öppnades år 1900 och drevs av AB Hamngatspalatset. Varuhuset stängdes och revs 1966 för att möjliggöra Hamngatans breddning i samband med Norrmalmsregleringen.
Sidenhuset hyrde lokaler i det under åren 1915–1925 och 1960–1966.
Byggnadens arkitekt var Johan Laurentz.